# IVPN
IVPN은 지브롤터에 본사를 둔 IVPN 리미티드(구 명칭: Privatus Limited)가 제공하는 VPN 서비스이다. 2009년에 출시된 IVPN은 와이어가드, OpenVPN 및 IKEv2 프로토콜을 사용하여 작동한다.

## 특징
Privatus Limited는 Cure53의 독립적인 감사를 받았으며, 로그 없는 감사와 포괄적인 침투 테스트 보고서를 받았다. 비트코인, 모네로, 페이팔, 신용 카드 및 현금을 결제 방법으로 허용하며 모든 클라이언트는 오픈 소스이다. IVPN은 VPN 사용자를 위한 맞춤형 플래시 라우터 제공을 전문으로 하는 회사인 플래시라우터스(FlashRouters)의 지원을 받는다.

## 반응
2017년 9월 PC 월드의 리뷰에서 IVPN은 별 5개 중 4.5개를 받았으며 2017년 에디터스 초이스 어워드(Editor's Choice Award)를 수상했다.
이 서비스는 PC 매거진 및 토렌트프리크에서도 검토되었다.

## 같이 보기
- 인터넷 프라이버시
- 암호화